# Runaway (film, 2017)
Pour les articles homonymes, voir Runaway.
Pour plus de détails, voir Fiche technique et Distribution.
Runaway (Luna) est un thriller allemand réalisé par Khaled Kaissar, sorti en 2017.

## Synopsis
Alors qu'elle passe des vacances à la montagne avec ses parents et sa petite sœur, Luna, 17 ans, assiste au massacre de sa famille, assassinée de sang-froid par trois hommes. Unique survivante, elle parvient à s'échapper de justesse et se réfugie chez Hamid, le meilleur ami de son père. Recherchée par les tueurs de ses proches, Luna découvre la vérité sur son père, officiellement consultant pour des grandes entreprises. Ce dernier était en fait un agent secret russe et utilisait sa famille comme couverture. Alors que Hamid lui propose d'échapper aux meurtriers en quittant l'Allemagne, Luna décide de se venger, refusant de laisser la mort de ses proches impunie. 

## Fiche technique
- Titre original : Luna
- Titre français : Runaway
- Réalisation : Khaled Kaissar
- Scénario : Ulrike Schölles, Ali Zojaji et Alexander Costea
- Musique : Heiko Maile et Christoph Zirngibl
- Photographie : Namche Okon
- Montage : Florian Duffe
- Production : Khaled Kaissar et Thomas Wöbke
- Sociétés de production : Kaissar Film, Rat Pack Filmproduktion, CinePostproduction, Telepool, BerghausWöbke Filmproduktion et Viafilm
- Société de distribution : Universum Film
- Pays d'origine :  Allemagne
- Langue : allemand
- Genre : thriller
- Durée : 90 minutes
- Dates de sortie :
  -  Allemagne : 29 juin 2017 (Festival du film de Munich)
  -  Allemagne : 15 février 2018 (sortie nationale)
  -  France : 20 février 2019 (sur Canal + Cinéma)

## Distribution
- Lisa Vicari : Luna
- Carlo Ljubek : Hamid
- Branko Tomovic : Victor
- Benjamin Sadler : Jakob
- Rainer Bock : Behringer
- Genija Rykova : Kathrin
- Bibiana Beglau : Julia
- Laura Graser : Leni
- Tamara Graser : Leni
- Johannes Meier : Ludger
- Eugen Knecht : Andrej
- Roland von Kummant : un hacker
- Moritz Fischer : Piotr
- Katharina Stark : Charlie